# Pseudopostega dorsalis
Pseudopostega dorsalis là một loài bướm đêm thuộc họ Opostegidae. Nó được miêu tả bởi Donald R. Davis và Jonas R. Stonis, 2007. Nó được tìm thấy ở Costa Rica.
Chiều dài cánh trước của ssp. dorsalis là 2,2–3,3 mm. Con lớn được ghi nhận quanh năm với các ghi chép sự hiện diện của chúng vào tháng 3 và tháng 4A.

## Phân loài
- Pseudopostega dorsalis dorsalis (Costa Rica)
- Pseudopostega dorsalis fasciata (Costa Rica)